# アバディーン市電
アバディーン市電（アバディーンしでん、英語: Aberdeen Corporation Tramways）は、かつてイギリス（スコットランド）の都市・アバディーンに存在した路面電車。19世紀後半に馬車鉄道として開通し、20世紀初頭に電化が実施されたが、路線バスに置き換えられ1958年に廃止された。

## 歴史
アバディーン市内における最初の軌道交通は、1872年に認可を得たアバディーン・ディストリクト軌道（Aberdeen District Tramways Company、ADTC）が建設した馬車鉄道であった。資材や労働力不足により工事開始は1874年まで遅れたものの、以降は急ピッチで建設が進められ、同年8月31日に最初の2つの路線が開通した。
以降、アバディーン市内に路線網を広げたアバディーン・ディストリクト軌道は1898年にアバディーン市に買収され、公営化が実施された。路線網の電化が始まったのはそれ以降の1899年12月となり、1902年までに全線の電化が完了した。また、それと並行して路線網の拡大も続けられ、公営化後の1899年から1904年にかけて、乗客数は約3.9倍、収益は3倍に増加した。

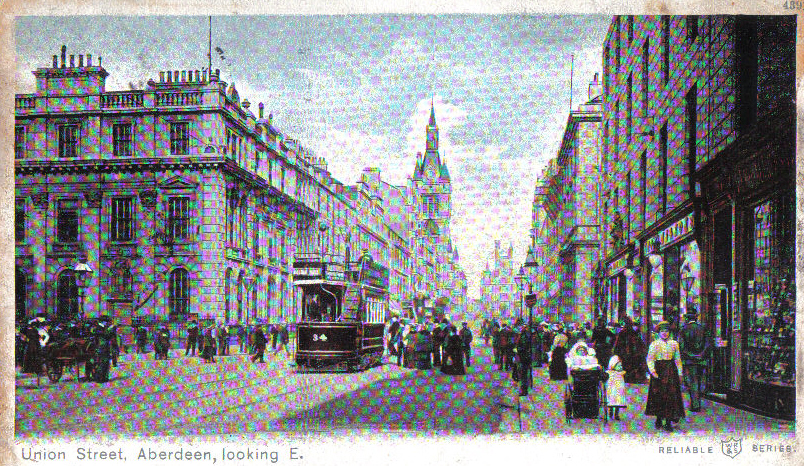
1900年代の路面電車を描いた絵葉書

その後、第一次世界大戦を経た1920年代以降、アバディーン市内では路線バスの路線網の拡張が優先され、1931年には赤字が続いていたトーリー（Torry）やダシーパーク（Duthie Park）方面の路線が廃止された。ただしこの時点では路面電車の全廃は計画されておらず、輸送量の多い区間には新型車両の導入が実施された。第二次世界大戦後もアバディーンでは路面電車が重要な交通機関と位置付けられていたが、各都市で路面電車が撤去される中でアバディーンでも廃止を求める動きが加速し、1955年に全廃の方針が決定した。
アバディーン市内の路面電車の本格的な路線網縮小は全廃方針が確定する前の1950年代初頭から始まっており、確定後はその動きが加速し、車両数も急速に減少した。そして最後の路線となったブリッジ・オブ・ディー（Bridge of Dee）とブッリジ・オブ・ドン（Bridge of Don）を結ぶ区間は1958年5月3日をもって営業運転を終了した。最後まで在籍していた電車は他都市へ譲渡される事無く、後述の保存車両を除き全て解体業者へ売却された後焼却処分された。

## 保存
2023年現在、グランピアン交通博物館（Grampian Transport Museum）に、馬車鉄道時代に製造された2階建て客車「1」が保存されている。これはアバディーン・ディストリクト軌道向けに1896年に製造されたもので、電化後は付随車として使用された経歴を持ち、1924年には開通50周年を記念して馬車鉄道時代への復元工事が実施された。その後は長期に渡って放置されたものの、1954年にローズマウント（Rosemount）方面の区間が廃止されたのを機に再度の修繕が実施された上でさよなら運転に使用され、1958年の最終日に実施されたさ最終式典にも用いられた。その後は解体を逃れ、博物館に収蔵されている。
また、博物館の敷地内にあるコレクションセンターには、1901年製の2階建て車両の「15」が収蔵されている。1950年代初頭に運用を離脱後、別荘や住宅に改造された後、2010年にアバディーン・アンド・ディストリクト交通保存トラスト（Aberdeen & District Transport Preservation Trust）に寄贈された経歴を持ち、2023年現在は復元に向けた資金や部品の調達が進められている段階にある。

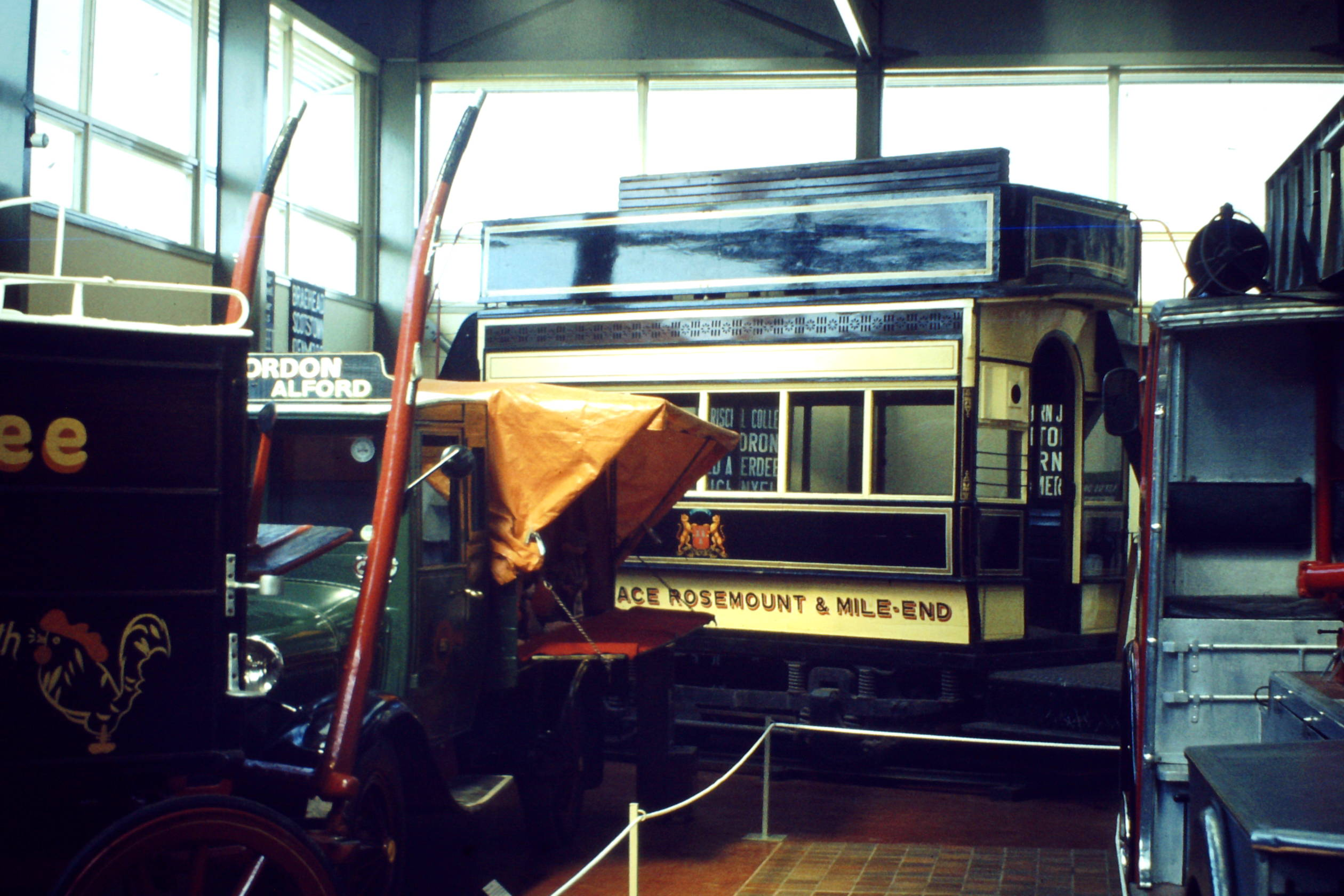
博物館に保存されている馬車鉄道時代の客車「1」（1984年撮影）